# Michel Hazanavicius
Pour les articles homonymes, voir Hazanavicius.
Michel Hazanavicius [miʃɛl azanavisjys] , né le 29 mars 1967 à Paris 11e, est un réalisateur, scénariste, producteur, monteur et acteur français.
Il est connu du grand public pour la réalisation de deux parodies de film d'espionnage avec Jean Dujardin : OSS 117 : Le Caire, nid d'espions et OSS 117 : Rio ne répond plus, puis pour celle du film romantique muet en noir et blanc The Artist, interprété par Jean Dujardin et Bérénice Bejo. Ce dernier a remporté plus de cent récompenses en 2012 incluant le British Academy Film Award du meilleur film, du meilleur scénario et de la meilleure réalisation, le César du meilleur film et celui de la meilleure réalisation, ainsi que les Oscars du meilleur film, de la meilleure réalisation et celui du meilleur acteur pour Jean Dujardin.
Le 24 juillet 2019, il est nommé président du conseil d’administration de la Fémis, l'École nationale supérieure des métiers de l'image et du son.

## Biographie

### Enfance et formation
Michel Hazanavicius naît au sein d'une famille d'origine lituanienne et polonaise et d'identité juive. Ses grands-parents s'installent en France dans les années 1920. Son père qui travaille dans l'informatique et sa mère documentaliste lui donnent, jeune, le goût du cinéma.
De 9 à 13 ans, il pratique le football au Paris FC ; son frère Serge Hazanavicius était persuadé qu'il aurait pu faire une carrière professionnelle, mais Michel Hazanavicius déclare qu'il n'avait pas assez « la niaque ».
Il étudie deux ans à l'école nationale supérieure d'arts de Paris-Cergy (ENSAPC) mais part avant d'obtenir son diplôme pour aller travailler chez Canal+.

### Vie privée

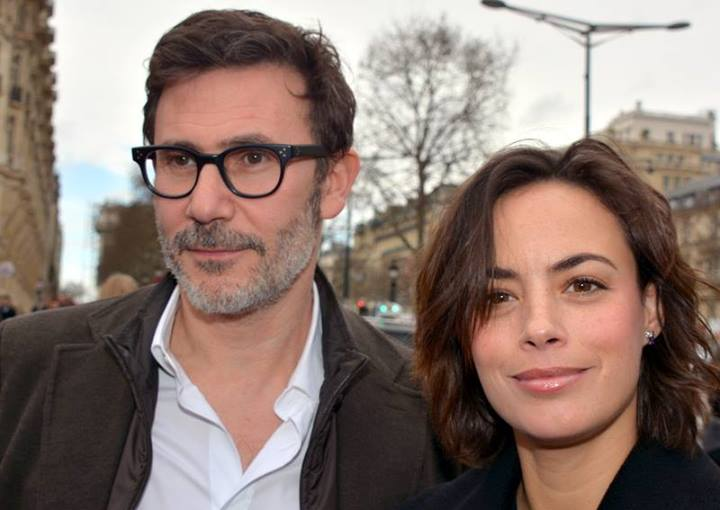
Michel Hazanavicius et Bérénice Bejo en février 2014.

Michel Hazanavicius est le frère cadet de l'acteur Serge Hazanavicius. Il partage sa vie avec l'actrice Bérénice Bejo avec qui il a deux enfants nés en juin 2008 et en septembre 2011. Il a également deux filles d´une précédente relation avec la réalisatrice Virginie Lovisone : l'actrice Simone Hazanavicius et Fantine Hazanavicius.

## Carrière
Il commence sa carrière à la télévision en 1988 : son ami d'enfance Dominique Farrugia le fait entrer comme stagiaire  à Canal+, où il collabore à divers programmes dont des sketchs des Nuls. Sa contribution y est essentiellement scénaristique. L'auteur passe à la réalisation des sketchs en 1992. Suivent des spots publicitaires pour plusieurs marques dont Reebok, Bouygues Telecom…
En 1993, il co-réalise avec Dominique Mezerette La Classe américaine : Le Grand Détournement, montage d'extraits de films cinématographiques avec des acteurs connus dont les dialogues sont détournés, dans la même veine que Lily la tigresse. Il y pose déjà les bases de son style futur : citations visuelles, pastiche cinéphile et références, entre hommage et ironie, à l'histoire du septième art.
Au cinéma, la carrière de Michel Hazanavicius démarre en 1997 par un court-métrage, Échec au capital. Il prend aussi part aux projets solo de ses anciens compagnons des Nuls. Il coécrit ainsi le scénario de Delphine 1, Yvan 0 de Dominique Farrugia et y fait une apparition en tant que Régis, le « con » de la troupe. Il apparaît aussi dans le film d'Alain Chabat Didier. Son nom est d'ailleurs repris pour faire passer Didier pour un footballeur lituanien. Enfin, on l'aperçoit furtivement dans le film La Cité de la peur, écrit par le trio comique composé de Chantal Lauby, Dominique Farrugia et Alain Chabat.
Puis vient la réalisation du long métrage Mes amis dans lequel il dirige son frère Serge Hazanavicius. Il s'agit d'une satire virulente de la production télévisuelle française, notamment des sitcoms AB,. Il participe également en 2004 à l'écriture des Dalton, adapté de la bande dessinée Lucky Luke, réalisé par Philippe Haïm. Le film est largement éreinté par la critique, Hazanavicius reconnaît que le film est raté mais indique que son scénario fut déformé par Haïm. Il met ensuite en scène, en 2005, le spectacle humoristique d'Éric et Ramzy intitulé Érickéramzy, tout en lançant un projet de film sur l'histoire des frères Guérini, deux figures du grand banditisme marseillais, avec Jean Dujardin et Albert Dupontel en vedette. Le producteur, Farid Lahouassa, ne rassemble pas les fonds nécessaires et ils préfèrent abandonner le projet.
Michel Hazanavicius crée en 2002 la société de production La Classe américaine dont le nom provient de son premier téléfilm devenu culte. La société a notamment produit des œuvres télévisuelles dont le documentaire Tuez-les tous ! (2004) ou cinématographiques comme Le Redoutable (2016), produit en partenariat avec une nouvelle société, Les Compagnons du cinéma créée en 2016 avec Florence Gastaud et Riad Sattouf.
En 2005, Michel Hazanavicius est contacté par les frères producteurs Altmayer pour la réalisation du diptyque OSS 117. Avec OSS 117 : Le Caire, nid d'espions (2006), le réalisateur obtient un immense succès critique et public (plus de deux millions d'entrées). Le film est librement inspiré du célèbre personnage des romans de Jean Bruce en pastichant notamment les premiers James Bond, avec Sean Connery. Le deuxième long métrage, OSS 117 : Rio ne répond plus (2009), est réalisé dans la même veine. Il totalise deux millions et demi d'entrées.

### Confirmation commerciale

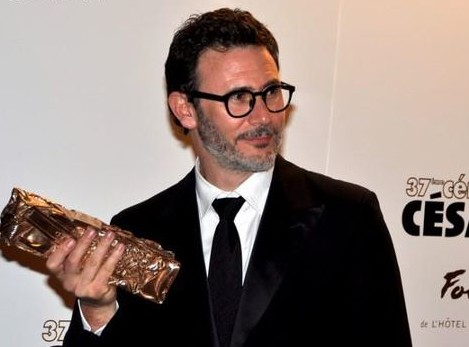
Michel Hazanavicius, couronné meilleur réalisateur pour The Artist à la des César.

À l'automne 2010, il réalise un film muet en noir et blanc : The Artist, inspiré du cinéma américain non sonore des années 1920 et 1930 (celui entre autres de William A. Wellman et de Charlie Chaplin) qu'il pastiche autant qu'il célèbre. Le film narre la déchéance de George Valentin (interprété par Jean Dujardin), acteur phare du muet confronté à l'arrivée du cinéma parlant le rendant désuet et qui voit contrarié son amour naissant pour une étoile montante : Peppy Miller (Bérénice Bejo).
Les débuts sont laborieux : Jean Dujardin, hésitant, refuse le rôle avant de se raviser et peu de chaînes de télévision sont prêtes à s'engager sur un film muet et en noir et blanc. Par ailleurs, l'avance sur recettes n'est pas allouée au projet par le CNC. L'arrivée du producteur Thomas Langmann et de sa société indépendante La Petite Reine débloque la situation : ils mobilisent Studio 37 (Orange), France 3 Cinéma, Canal+ et la Warner France pour la distribution française.

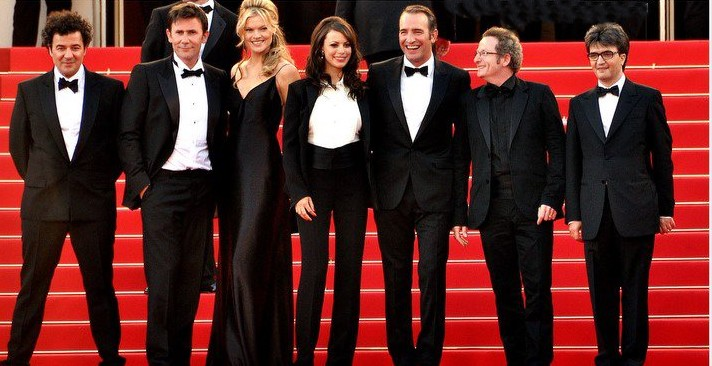
L'équipe de The Artist au festival de Cannes. De gauche à droite : Le compositeur Ludovic Bource, le réalisateur Michel Hazanavicius, les acteurs Missi Pyle, Bérénice Bejo et Jean Dujardin, le directeur de la photographie Guillaume Schiffman, le producteur Thomas Langmann.

The Artist est sélectionné au festival de Cannes 2011. Il y reçoit un excellent accueil et vaut à son acteur principal Jean Dujardin le prix d'interprétation masculine. Lors du festival, le film est acheté par des distributeurs du monde entier, notamment par la Weinstein Company qui lance sa carrière américaine et son intense campagne de promotion en vue des Oscars du cinéma 2012.
Les critiques de la presse américaine sont enthousiastes pour ce film.
Grâce à cette œuvre qui est dix fois nommée (record historique pour un film français), le réalisateur apparaît rapidement comme un prétendant sérieux aux Oscars du cinéma où la majorité des bookmakers le donnent alors gagnant à la suite de l'obtention du Directors Guild of America Award de la meilleure réalisation pour un film et de nombreux prix lors de la cérémonie des Golden Globes à Los Angeles et des BAFTA à Londres,.
En juin 2011, Hazanavicius est chargé de la réalisation d'un sketch du film Les Infidèles, écrit et produit en partie par Jean Dujardin.
Le 24 février 2012, Michel Hazanavicius se voit décerner le César de la meilleure réalisation pour The Artist qui obtient cinq autres trophées dont celui du meilleur film et de la meilleure actrice pour Bérénice Bejo.
Deux jours plus tard, il entérine les pronostics en recevant l'Oscar de la meilleure réalisation pour The Artist et devient le second réalisateur français, neuf ans après Roman Polanski, à gagner cette récompense. Avec humour, en recevant la récompense, il demanda à remercier trois personnes, mais il congratula trois fois Billy Wilder dont il est un grand admirateur. Par ailleurs, cinq Oscars sont décernés au total à son long métrage dont ceux du meilleur film et du meilleur acteur pour Jean Dujardin.

### Depuis 2013
En juillet 2013, il rédige une lettre ouverte à François Hollande dans laquelle il critique notamment la réduction du budget du Centre national de la cinématographie (CNC).
L'année suivante, il présente The Search en compétition au Festival de Cannes 2014. Il s'agit d'un remake des Anges marqués de Fred Zinnemann qui prend la guerre de Tchétchénie en toile de fond. Le film est un échec commercial et divise la presse, certaines critiques soutiennent vivement le film, tandis que d'autres sont très virulentes,,.

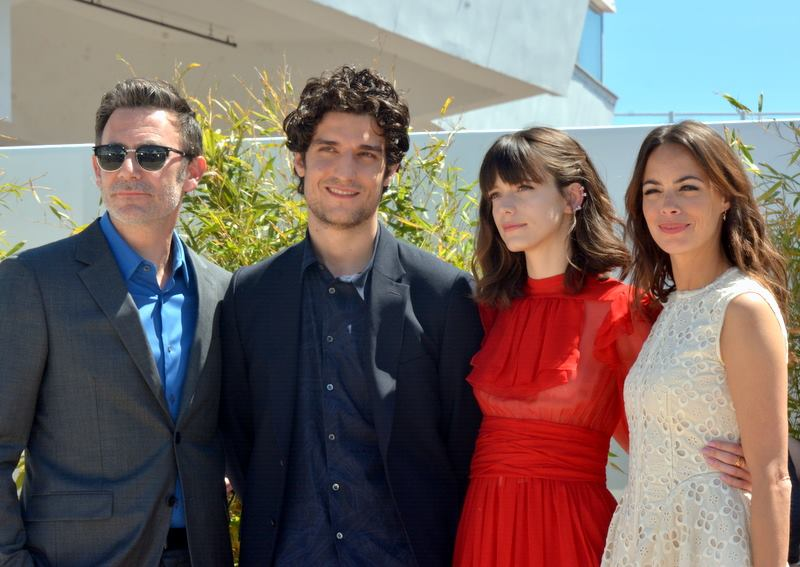
Michel Hazanavicius, Louis Garrel, Stacy Martin et Bérénice Bejo lors de la présentation du film Le Redoutable à Cannes de 2017.

En 2017, il réalise Le Redoutable, une comédie sur l'histoire passionnelle entre Jean-Luc Godard et Anne Wiazemsky après le tournage de La Chinoise et durant les événements de mai 68. Présenté au Festival de Cannes 2017, le film dévoile notamment le talent de Louis Garrel qui joue Godard,. Michel Hazanavicius et Louis Garrel seront d'ailleurs tous deux nommés aux César de cette année dans les catégories Meilleure réalisation et Meilleur acteur.
Hazanavicius est président du jury du Festival du cinéma américain de Deauville 2017.
En 2019, il réalise Le Prince oublié, une fantaisie avec Omar Sy et Bérénice Bejo sur l'imagination et l'enfance, qui sort en salle en janvier 2020.
En mai 2020, il publie chez Allary Éditions les dialogues complets de son premier film devenu culte : La Classe américaine. Le livre est un détournement des Classiques Larousse des années 1980 avec un appareil critique et des illustrations originales de Michel Hazanavicius,. La même année, il préside le jury du 26e Festival du film de Sarajevo.
Il s'essaie ensuite au film d'animation avec La Plus Précieuse des marchandises sorti en 2024 et adapté d'un conte de Jean-Claude Grumberg. Il débute en parallèle en 2021 le tournage d'un film en prises de vues réelles intitulé Z (comme Z). Il s'agit d'une comédie mêlant film de zombies et métafilm avec notamment Romain Duris. Peu avant sa présentation hors compétition en ouverture du festival de Cannes 2022, le film est rebaptisé Coupez !, en raison de la symbolique de la lettre « Z » dans le conflit russo-ukrainien.

### Projets
Le cinéaste fut impliqué dans plusieurs autres projets, qui lui furent proposés après le succès de The Artist, tels In the Garden of Beasts, un thriller se déroulant avant la Seconde Guerre mondiale, Bob the Musical, une comédie musicale de Disney et Will, une comédie.
Il a par ailleurs refusé de réaliser le troisième volet d'OSS 117, Alerte Rouge en Afrique Noire en 2021. Il n'était pas convaincu par le scénario et considérait que la production de ce nouveau volet était lancée de façon précipitée,.

## Style et thématiques
Grand cinéphile, Hazanavicius est considéré comme un spécialiste de la récupération de film et du pastiche ainsi que du détournement. Selon le journal Le Monde : « Il choisit de s'amuser avec le 7e art, avec le sérieux du très bon élève » ; le JDD : « Il fait les choses sérieusement, sans se prendre au sérieux, jamais » et Allociné : « Une comédie de Michel Hazanavicius se reconnaît entre 1 000 : des clins d’œil cinéphiles, un humour ravageur et des répliques bien senties certes, mais aussi du fond ! ».
Le site Bakchich et Positif ont pu y voir une faiblesse, mais la majorité des critiques considèrent Michel Hazanavicius comme l'un des cinéastes français les plus importants,,.

## Prises de position

### Lettre ouverte à l'État islamique
À la suite des attentats du 13 novembre 2015, Michel Hazanavicius publie le 17 sur sa page Facebook une lettre ouverte adressée aux membres de l'État islamique, reprise le 18 sur le site du Huffington Post.

### Défense d'Oleg Sentsov
En juillet 2018, il soutient la pétition de la Société des réalisateurs de films qui vise à protéger le réalisateur ukrainien emprisonné Oleg Sentsov. Il est aussi ambassadeur pour la fondation ukrainienne United24, à laquelle il fait un don de 250 000 euros en reversant la recette d'une vente aux enchères.

## Filmographie

### Réalisateur

#### Longs métrages
- 1999 : Mes amis
- 2006 : OSS 117 : Le Caire, nid d'espions
- 2009 : OSS 117 : Rio ne répond plus
- 2011 : The Artist
- 2012 : Les Infidèles (segment La Bonne Conscience)
- 2014 : The Search
- 2017 : Le Redoutable
- 2020 : Le Prince oublié
- 2022 : Coupez !
- 2024 : La Plus Précieuse des marchandises

#### Télévision
- 1992 : Derrick contre Superman (court métrage)
- 1992 : Ça détourne
- 1993 : La Classe américaine (ou Le Grand détournement)[55] - co-réalisé avec Dominique Mézerette
- 1994 : C'est pas le 20 heures (série télévisée)
- 1996 : Les Films qui sortent le lendemain dans les salles de cinéma (série télévisée)
- 1997 : Échec au capital (court métrage)

#### Publicités
- 2002 : La Boum (Herta)

### Scénariste

#### Longs-métrages
- 1996 : Delphine 1, Yvan 0 de Dominique Farrugia
- 1998 : Le Clone de Fabio Conversi
- 1999 : Mes amis de lui-même
- 2004 : Les Dalton de Philippe Haïm
- 2009 : OSS 117 : Rio ne répond plus de lui-même
- 2011 : The Artist de lui-même
- 2014 : The Search de lui-même
- 2017 : Le Redoutable de lui-même
- 2020 : Le Prince oublié de lui-même
- 2022 : Coupez ! de lui-même

#### Télévision
- 1992 : Derrick contre Superman (court métrage)
- 1992 : Ça détourne
- 1993 : La Classe américaine (ou Le Grand détournement)

### Producteur
- 2004 : Tuez-les tous ! Rwanda, histoire d'un génocide sans importance (documentaire) de Raphaël Glucksmann, David Hazan et Pierre Mezerette
- 2014 : The Search de lui-même
- 2022 : Coupez ! de lui-même

### Acteur

#### Cinéma
- 1994 : La Cité de la peur d'Alain Berberian : Régis
- 1996 : Delphine 1, Yvan 0 de Dominique Farrugia : Régis
- 1996 : Didier d'Alain Chabat : Fabrice
- 2012 : Rebelle de Mark Andrews : voix du corbeau (version française)
- 2014 : Jacky au royaume des filles de Riad Sattouf : Julin
- 2015 : Réalité de Quentin Dupieux : le remettant de la récompense
- 2015 : Remake de l'Institut Lumière 2015 (court-métrage) de Martin Scorsese : lui-même
- 2018 : Au poste ! de Quentin Dupieux : un flic
- 2022 : Incroyable mais vrai de Quentin Dupieux : le photographe de mode
- 2025 : Baise-en-ville de Martin Jauvat : le père de Sprite

#### Télévision
- 2010 : Hercule Poirot (série télévisée), épisode Le Crime de l'Orient-Express (Murder on the Orient-Express) de Philip Martin (téléfilm) : Xavier Bouc, directeur de la Compagnie internationale des wagons-lits
- 2013 : Platane (série télévisée), (saison 2) : lui-même
- 2024 : En place de Jean-Pascal Zadi et François Uzan (série télévisée) : Grand chancelier

### Monteur
- 2011 : The Artist de lui-même
- 2014 : The Search de lui-même
- 2017 : Le Redoutable de lui-même
- 2022 : Coupez ! de lui-même

## Publications
- 2020 : La Classe Américaine[56], dialogues complets du film, chez Allary Editions, en pastiche des Classiques Larousse des années 1980, appareil critique coécrit avec Alain Véquaud, et illustrations originales; notes de bas de pages par l'équipe d'auteurs du jeu Burger Quiz[57].
- 2025 : Carnets d'Ukraine[58], 6 carnets recueillis en Novembre 2023 à Kyiv, puis sur le front du Donbass, relus et édités, auto-illustrés, sortis chez Allary Éditions[59], au profit de United24[60].

## Box-office
| Année | Titre                              | Nombre d'entrées*  |
| ----- | ---------------------------------- | ------------------ |
| 1999  | Mes amis                           | 10 535 entrées     |
| 2006  | OSS 117 : Le Caire, nid d'espions  | 2 304 430 entrées  |
| 2009  | OSS 117 : Rio ne répond plus       | 2 520 877 entrées  |
| 2011  | The Artist                         | 3 064 827 entrées  |
| 2012  | Les Infidèles                      | 2 301 045 entrées  |
| 2014  | The Search                         | 69 936 entrées     |
| 2017  | Le Redoutable                      | 135 394 entrées    |
| 2020  | Le Prince oublié                   | 906 812 entrées    |
| 2022  | Coupez !                           | 287 939 entrées    |
| 2024  | La plus précieuse des marchandises | 596 961 entrées    |
| Total | 12 216 728 entrées                 | 12 216 728 entrées |

## Distinctions
Sauf indication contraire, les informations mentionnées dans cette section peuvent être confirmées par les bases de données cinématographiques IMDb et Allociné,  présentes dans la section « Liens externes ».

### Décoration
- Chevalier de la Légion d'honneur (13 juillet 2023)[72].

### Récompenses
- Festival international du film de Seattle 2006 : Golden Space Needle pour OSS 117 : Le Caire, nid d'espions
- Festival international du film de Tokyo 2006 : Tokyo Sakura Grand Prix pour OSS 117 : Le Caire, nid d'espions
- Prix Raimu de la comédie 2006 : Raimu de la mise en scène pour OSS 117 : Le Caire, nid d'espions
- Festival international du film de Saint-Sébastien 2011 : meilleur film pour The Artist
- Festival international du film de Chicago 2011 : Founder's Award (prix du public) pour The Artist
- Festival du film de Philadelphie 2011 : mention honorable du prix du public pour The Artist
- Florida Film Critics Circle Awards 2011 : meilleur scénario original pour The Artist
- New York Film Critics Circle Awards 2011 : meilleure réalisation pour The Artist
- New York Film Critics Online Awards 2011 : meilleure réalisation pour The Artist
- Oklahoma Film Critics Circle Awards 2011 : meilleure réalisation pour The Artist
- Phoenix Film Critics Society Awards 2011 : meilleure réalisation, meilleur scénario original et meilleur montage pour The Artist
- Vancouver Film Critics Circle Awards 2011 : meilleur scénario original pour The Artist
- Alliance of Women Film Journalists EDA Awards 2012 : meilleure réalisation pour The Artist
- Australian Film Institute Awards 2012 : meilleure réalisation pour The Artist
- Trophées du Film français 2012 : Trophée duo cinéma réalisateur-producteur pour The Artist
- BAFTA 2012 : meilleure réalisation et meilleur scénario pour The Artist
- César 2012 : meilleure réalisation pour The Artist
- Chicago Film Critics Association Awards 2012 : meilleur scénario original pour The Artist
- Critics Choice Awards 2012 : meilleure réalisation pour The Artist
- Awards 2012 : meilleure réalisation pour The Artist
- Directors Guild of America Awards 2012 : réussite exceptionnelle de réalisation d'un long métrage pour The Artist
- Étoiles d'or du cinéma français 2012 : meilleure réalisation pour The Artist
- Independent Spirit Award 2012 : meilleure réalisation pour The Artist
- London Film Critics Circle Awards 2012 : meilleure réalisation et meilleur scénariste de l'année pour The Artist
- Oscars 2012 : meilleure réalisation pour The Artist

### Nominations
- César 2007 : meilleure adaptation pour OSS 117 : Le Caire, nid d'espions
- Boston Society of Film Critics Awards 2011 : meilleure réalisation pour The Artist
- Satellite Awards 2011 : meilleure réalisation et meilleur scénario original pour The Artist
- Vancouver Film Critics Circle Awards 2011 : meilleure réalisation pour The Artist
- Washington D.C. Area Film Critics Associatio Awards 2011 : meilleure réalisation pour The Artist
- Alliance of Women Film Journalists EDA Awards 2012 : meilleur scénario et meilleur montage pour The Artist
- César 2012 : meilleur scénario original et meilleur montage pour The Artist
- Chicago Film Critics Association Awards 2012 : meilleure réalisation pour The Artist
- Critics Choice Awards 2012 : meilleur scénario original et meilleur montage pour The Artist
- Denver Film Critics Society Awards 2012 : meilleure réalisation pour The Artist
- Australian Film Institute Awards 2012 : meilleur scénario original pour The Artist
- Detroit Film Critics Society Awards 2012 : meilleur scénario original pour The Artist
- Golden Globes 2012 : meilleure réalisation et meilleur scénario original pour The Artist
- David di Donatello 2012 : meilleur film de l'Union européenne pour The Artist
- Awards 2012 : meilleure réalisation, meilleur scénario original pour The Artist
- Independent Spirit Awards 2012 : meilleur scénario original pour The Artist
- Online Film Critics Society Awards 2012 : meilleure réalisation pour The Artist
- Oscars 2012 : meilleur scénario original et meilleur montage pour The Artist
- César 2023 : meilleure adaptation pour Coupez !
- César 2025 : 
  - meilleur film d'animation pour La Plus Précieuse des marchandises
  - meilleure adaptation pour La Plus Précieuse des marchandises (avec Jean-Claude Grumberg)

### Sélections
- Festival de Cannes 2011 : sélection officielle, en compétition pour The Artist
- Festival du film de Londres : sélection officielle, en compétition pour The Artist
- Festival de Cannes 2014 : sélection officielle, en compétition pour The Search
- Festival de Cannes 2017 : sélection officielle, en compétition pour Le Redoutable
- Festival du film de Munich : sélection officielle, en compétition pour Le Redoutable
- Festival de Cannes 2022 : sélection officielle, hors compétition et film d'ouverture pour Coupez !
- Festival du film fantastique de Sitges 2022 : sélection officielle, en compétition pour Coupez !
- Festival de Cannes 2024 : sélection officielle, en compétition pour La Plus Précieuse des marchandises
- Festival international du film d'animation d'Annecy 2024 : sélection officielle, en compétition et film d'ouverture pour La Plus Précieuse des marchandises
- Festival international du film de Valladolid 2024 : sélection officielle, en compétition pour La Plus Précieuse des marchandises